# Eublemma pyrastis
Eublemma pyrastis là một loài bướm đêm trong họ Erebidae.